# 罗伯特·赫尔曼
罗伯特·赫尔曼（英語：Robert Herman，1914年8月29日—1997年2月13日），美国物理学家、天文学家。

## 生平
1940年代，赫尔曼与乔治·伽莫夫和拉尔夫·阿尔菲一同研究了宇宙大爆炸模型，并且预言了宇宙背景辐射的存在。直到1964年彭齐亚斯和威尔逊偶然发现了微波背景辐射，证实了他们的预言。1993年，罗伯特·赫尔曼与他当年的合作者阿尔菲一同获得了亨利·德雷伯獎章。

## 参阅
- 微波背景辐射
- 乔治·伽莫夫
- 拉尔夫·阿尔菲